# 장영석
장영석(張英錫, 1990년 5월 14일 ~ )은 전 KBO 리그 KIA 타이거즈의 내야수이자, 현 키움 히어로즈의 2군 내야수비코치이다. 타자에서 투수로 전향했다가 다시 타자로 전향한 특이한 케이스의 선수이다.

## 선수 시절

### 넥센 히어로즈시절
2009년에 입단하였다. 내야수로 입단했지만, 타격 부진으로 인해 2011년 6월 21일 LG 트윈스전 이후 2군으로 내려간 뒤 투수로 전향했다. 하지만 별 활약을 보여 주지 못하고 시즌 후 내야수로 복귀했다. 2012년 시즌 후 경찰 야구단에 지원해 합격했다.

### 경찰 야구단시절
2013년에 입대했고, 2014년 9월 26일에 제대했다.

### 넥센 히어로즈복귀 &키움 히어로즈시절
경기 출전시 주로 3루수로 출전했지만, 2016년 시즌에는 1루수 백업으로도 종종 출전했다. 2017년 7월 29일 삼성전에서 임대한을 상대로 데뷔 첫 만루 홈런을 쳐 냈다. 2017년 9월 3일 KIA전에서 김진우를 상대로 끝내기 안타를 쳐 내 KBO 리그 역대 최초 6점차 뒤집기 대역전 승을 이끌었다. 2017년 9월 10일 SK전에서 메릴 켈리를 상대로 데뷔 첫 두 자릿수 홈런을 기록했다. 2017년 시즌 60경기에 출전해 2할대 타율, 50안타, 30득점, 38타점, 12홈런으로 커리어 하이를 기록했다. 2018년에는 개인 역대 최다 경기에 출장했으나 타율이 전년도보다 하락하며 기대 이하의 모습을 보였다.
2019년 시즌 초반에 주전 3루수로서 잠시 타점 1위를 기록했으나 시즌이 갈수록 타율이 떨어졌다.

### KIA 타이거즈시절
2020년 1월 28일 당시 KIA 타이거즈 소속이었던 박준태와 1:1 트레이드를 통해 이적하였다. 2021년 7월 20일에 김명찬, 문선재, 황인준과 함께 방출됐다.

## 출신 학교
- 경기 신도초등학교
- 경기 성남중학교
- 부천고등학교
- 한국방송통신대학교

## 통산 기록
- 투수 기록

| 연도 | 팀명  | 평균자책점 | 경기 | 완투 | 완봉 | 승 | 패 | 세 | 홀 | 승률 | 타자 | 이닝 | 피안타 | 피홈런 | 볼넷 | 사구 | 탈삼진 | 실점 | 자책점 |
| ---- | ----- | ---------- | ---- | ---- | ---- | -- | -- | -- | -- | ---- | ---- | ---- | ------ | ------ | ---- | ---- | ------ | ---- | ------ |
| 2011 | 넥센  | 13.50      | 2    | 0    | 0    | 0  | 0  | 0  | 0  | -    | 12   | 2    | 2      | 0      | 4    | 0    | 0      | 4    | 3      |
| 통산 | 1시즌 | 13.50      | 2    | 0    | 0    | 0  | 0  | 0  | 0  | -    | 12   | 2    | 2      | 0      | 4    | 0    | 0      | 4    | 3      |

- 타자 기록

| 연도 | 팀명     | 타율  | 경기 | 타수 | 득점 | 안타 | 2루타 | 3루타 | 홈런 | 루타 | 타점 | 도루 | 도실 | 볼넷 | 사구 | 삼진 | 병살 | 실책 |
| ---- | -------- | ----- | ---- | ---- | ---- | ---- | ----- | ----- | ---- | ---- | ---- | ---- | ---- | ---- | ---- | ---- | ---- | ---- |
| 2009 | 히어로즈 | 0.182 | 16   | 33   | 2    | 6    | 0     | 0     | 2    | 12   | 4    | 0    | 0    | 3    | 2    | 14   | 1    | 1    |
| 2010 | 넥센     | 0.232 | 64   | 138  | 16   | 32   | 6     | 0     | 5    | 53   | 19   | 0    | 0    | 12   | 9    | 45   | 3    | 3    |
| 2011 | 넥센     | 0.179 | 35   | 78   | 7    | 14   | 2     | 1     | 0    | 18   | 7    | 0    | 0    | 5    | 4    | 22   | 2    | 4    |
| 2012 | 넥센     | 0.000 | 7    | 12   | 0    | 0    | 0     | 0     | 0    | 0    | 0    | 0    | 0    | 1    | 0    | 3    | 1    | 0    |
| 2015 | 넥센     | 0.125 | 6    | 8    | 0    | 1    | 0     | 0     | 0    | 1    | 0    | 0    | 0    | 0    | 0    | 2    | 1    | 1    |
| 2016 | 넥센     | 0.192 | 23   | 26   | 6    | 5    | 2     | 0     | 0    | 7    | 3    | 0    | 1    | 7    | 0    | 10   | 1    | 3    |
| 2017 | 넥센     | 0.269 | 60   | 186  | 30   | 50   | 14    | 0     | 12   | 100  | 38   | 0    | 0    | 17   | 9    | 50   | 4    | 9    |
| 2018 | 넥센     | 0.224 | 93   | 196  | 24   | 44   | 15    | 0     | 7    | 80   | 25   | 1    | 0    | 23   | 2    | 61   | 2    | 2    |
| 2019 | 키움     | 0.247 | 119  | 372  | 41   | 92   | 15    | 0     | 7    | 128  | 62   | 0    | 0    | 27   | 9    | 77   | 14   | 10   |
| 2020 | KIA      | 0.129 | 11   | 31   | 1    | 4    | 0     | 0     | 0    | 4    | 2    | 0    | 0    | 4    | 1    | 7    | 3    | 3    |
| 통산 | 10시즌   | 0.230 | 434  | 1080 | 127  | 248  | 54    | 1     | 33   | 403  | 160  | 1    | 1    | 99   | 36   | 291  | 32   | 36   |